# حسن حمود آل نصر الله (رجل أعمال)
كر
السيد حسن حمود آل نصر الله (27 كانون الأول 1881 - 8 تشرين الأول 1959 م) كان نبيلًا وناشطًا ورجل أعمال عراقيًا. وهو ابن محمد (حمود) آل نصر الله، رئيس تجار كربلاء في العصر العثماني، ووالد زوجته هو مرتضى ضياء الدين السادن التاسع عشر (الوصي) على العتبة العباسية.

## الحياة المُبكرة
وُلِد نصر الله في عائلة أرستقراطية، حظيت بمكانة مرموقة في كربلاء. كان والده، محمد (حمود) نصر الله (الذي توفي في 27 أكتوبر/تشرين الأول 1901) رئيسًا لتجار كربلاء في أواخر العهد العثماني، وكانت والدته، آمنة ثابت (توفي عام 1919)، حفيدة محمد علي ثابت (توفي عام 1817)، السادن العاشر للعتبة العباسية، وكذلك حفيدة دولت شاه. كان الرابع من بين عشرة أشقاء. ينحدر والداه على التوالي من العائلتين النبيلتين آل فائز وآل زهيك، وكلاهما يرجع نسبهما لموسى الكاظم، الإمام السابع للشيعة، وحفيد النبي محمد. حكم أسلافه من كلا الجانبين كربلاء في بعض المناسبات، وكانوا مسؤولين عن الوصاية على أماكنها المقدسة.

## الحياة المهنية
تُوفي والد نصر الله عام 1901 م، وتولى شقيقه الأكبر سلطان إدارة أعمال العائلة، وورث منصب رئيس التجار. إلا أن سلطان توفي بعد أربع سنوات، فتولى نصر الله بدوره زمام الأمور. فواصل أعمال والده، وأنشأ شركته الخاصة، لبيع المنتجات الزراعية والأجهزة المنزلية، بعضها مستورد من الولايات المتحدة وأوروبا. وبعد وفاته عام 1959 م، تولى أبناؤه رئاسة مجلس إدارة الشركة، وبدؤوا في توسيع نطاق أعمالها.

## النشاط السياسي
شارك نصر الله في عدد من الحركات السياسية في كربلاء خلال الثلث الأول من القرن العشرين، وكان في طليعة النشاط، ولا سيما ضد الاحتلال البريطاني. في تموز 1920، كان من بين النبلاء الآخرين الذين ثاروا ضد البريطانيين واستولوا على مدينة كربلاء، التي قُسِّمت لاحقًا إلى مجالس، وكان نصر الله جزءًا من المجلس الأعلى للشؤون العسكرية. ثم حُلّت المجالس بعد وفاة ميرزا تقي الشيرازي في آب من ذلك العام، وعُين مُتصرف. ومع ذلك، لم تدم الحكومة المحلية طويلًا، حيث أنهى البريطانيون الثورة في تشرين الأول 1920.
واصل نصر الله نشاطه بالانضمام إلى ابن عمه، محسن الطويل نصر الله، الذي قاد فرع كربلاء لحزب النهضة العراقي، وهو حزب ضمّ أيضًا نبلاءً نشطوا في مقاومتهم للاحتلال البريطاني. حُظر الحزب وأُغلق بقرار من المفوض السامي البريطاني بيرسي كوكس في أواخر عشرينيات القرن العشرين.

## الحياة الشخصية
نصر الله كان متزوجا من ملوك ضياء الدين (ت 1968)، ابنة مرتضى ضياء الدين (ت 1938)، السادن التاسع عشر للعتبة العباسية، وكان له ثلاثة أبناء: ناظم، وهاشم، وعدنان.
أعاد نشر ديوان جده نصرالله الحائري سنة 1954م.

## الأقرباء
- محمد حسين آل نصر الله: حفيد
- عارف محمد آل نصر الله: حفيد أخيه
- محمد حسن ضياء الدين: صهره

## الوفاة
تُوفي في 8 تشرين الأول 1959 ودُفن في أحد مقابر عائلة نصر الله في العتبة العباسية.